# Arbus (Sardinien)
Arbus ist eine Gemeinde in der Provinz Medio Campidano auf der italienischen Insel Sardinien.

## Geographie
Arbus ist mit einer Fläche von 267 km² die zweitgrößte Verwaltungseinheit von Sardinien. Die Küste von Arbus (die Costa Verde) erstreckt sich über 47 km Länge von Capo Frasca bis Capo Pecora und hat zahlreiche Strände; von Nord nach Süd: Capo Frasca, Pistis, Torre dei Corsari, Porto Palma, Babari, Funtanazza, Gutturu Flumini (Marina di Arbus), Portu Maga, Piscinas, Scivu und Capo Pecora.

## Sehenswürdigkeiten
Charakteristisch für Arbus ist der breite Küstenstreifen der Costa Verde, der charakterisiert ist durch seine Buchten und archäologischen Fundstellen, wie Überreste von Bauten der Nuraghenkultur aus der Bronzezeit, phönizische, römische und byzantinische Ruinen sowie spanische Piratentürme. In der Gemeinde gibt es zahlreiche Industriedenkmale des Bergbaus, darunter die Minen in der Ortschaft Montevecchio. Der 781 m hohe Berg Monte Arcuentu kann über einen Pfad (Einstieg ca. 4 km von Montevecchio entfernt) bestiegen werden und bietet eine weite Aussicht über die Südwestküste Sardiniens.
Als weitere Sehenswürdigkeiten gelten:
- Die Kirche San Sebastiano Martire
- Die Kirche Beata Vergine d'Itria
- Die Kirche Sant'Antonio di Santadi
- Das Messermuseum
- Monte Granatico

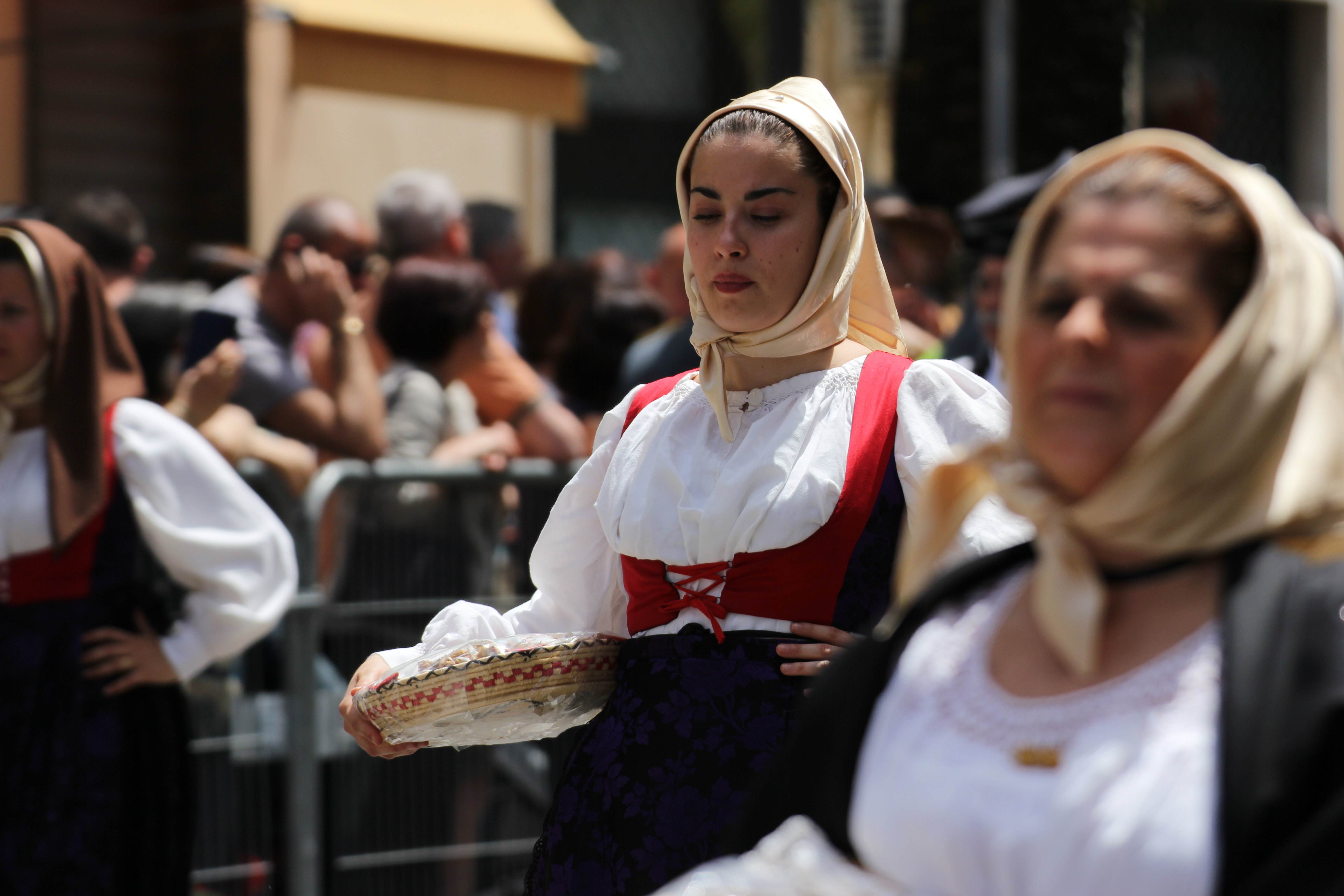
Traditionelle Tracht
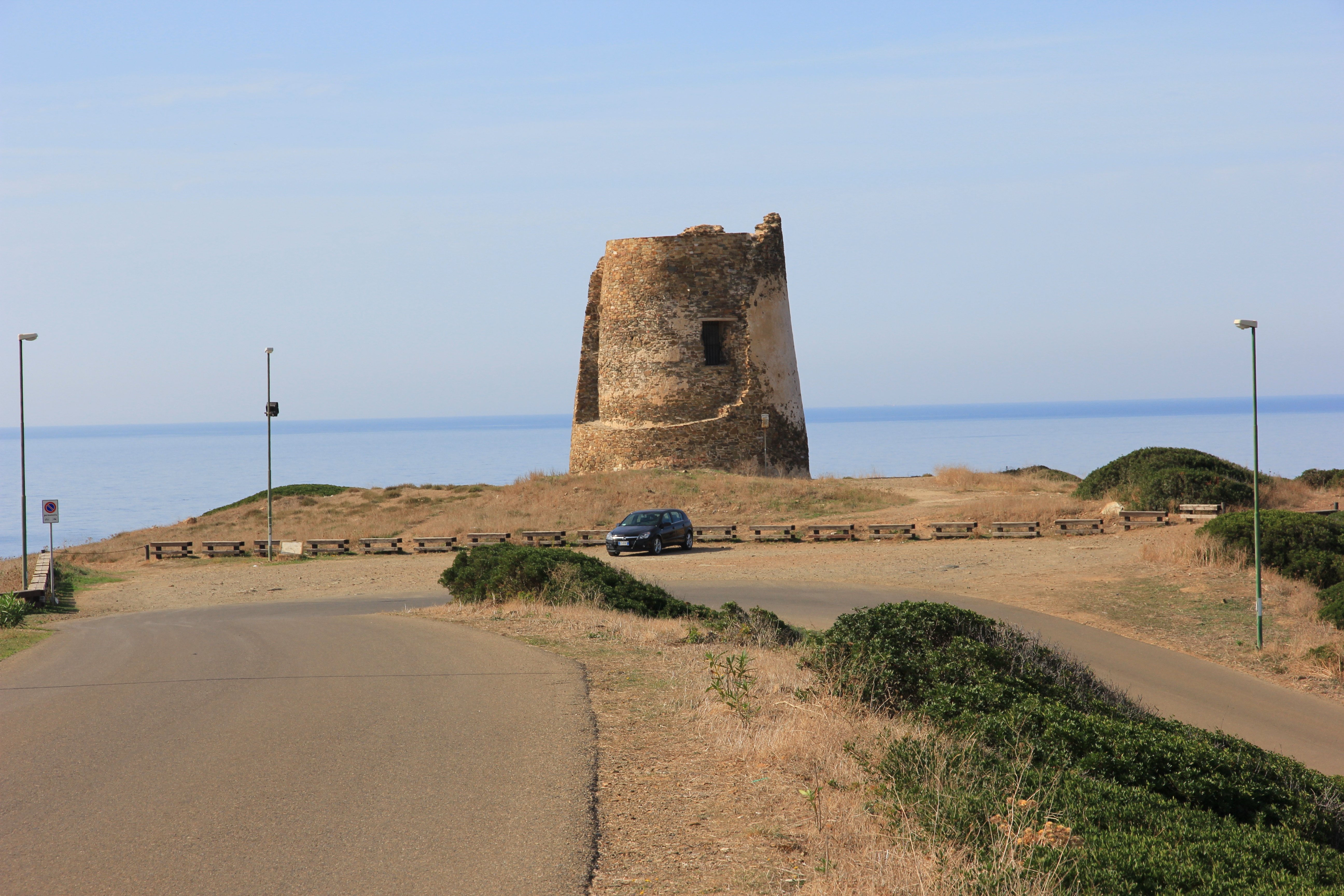
Torre di Flumentorgiu
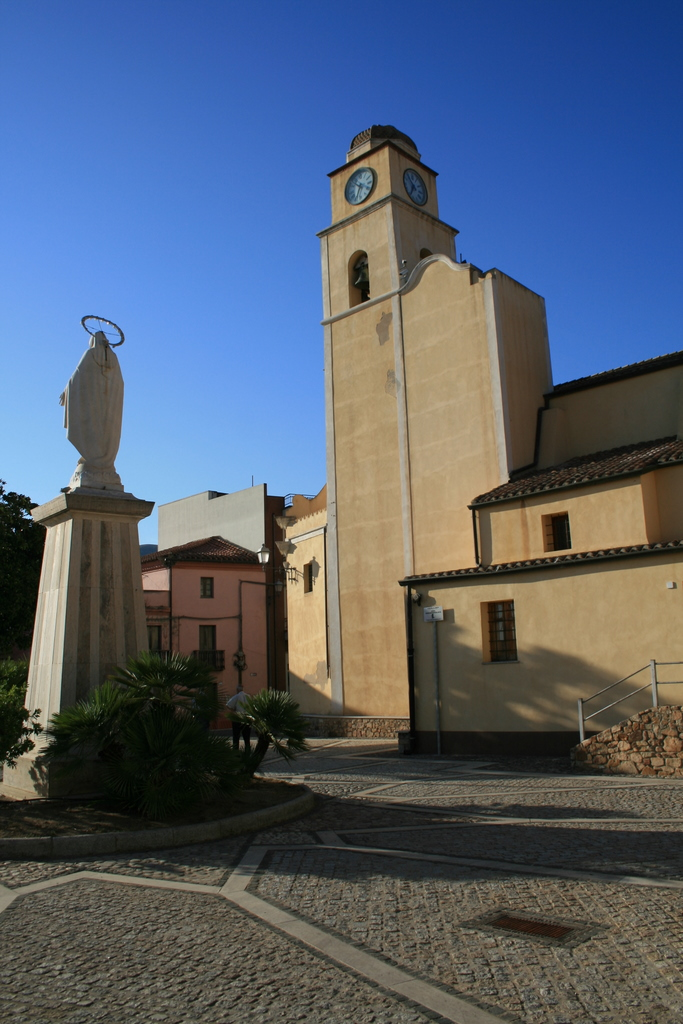
Die Kirche San Sebastiano
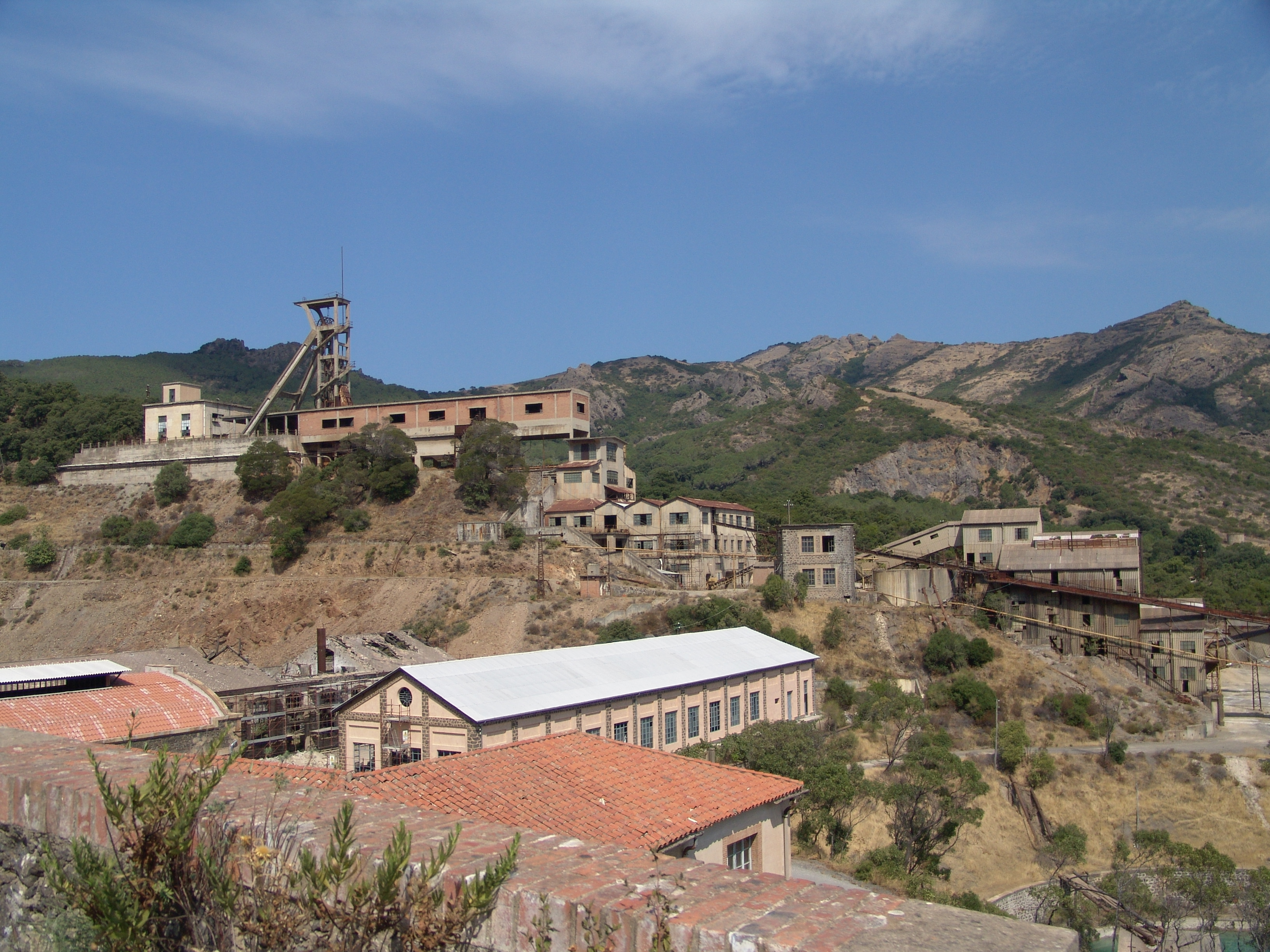
Miniera di Montevecchio
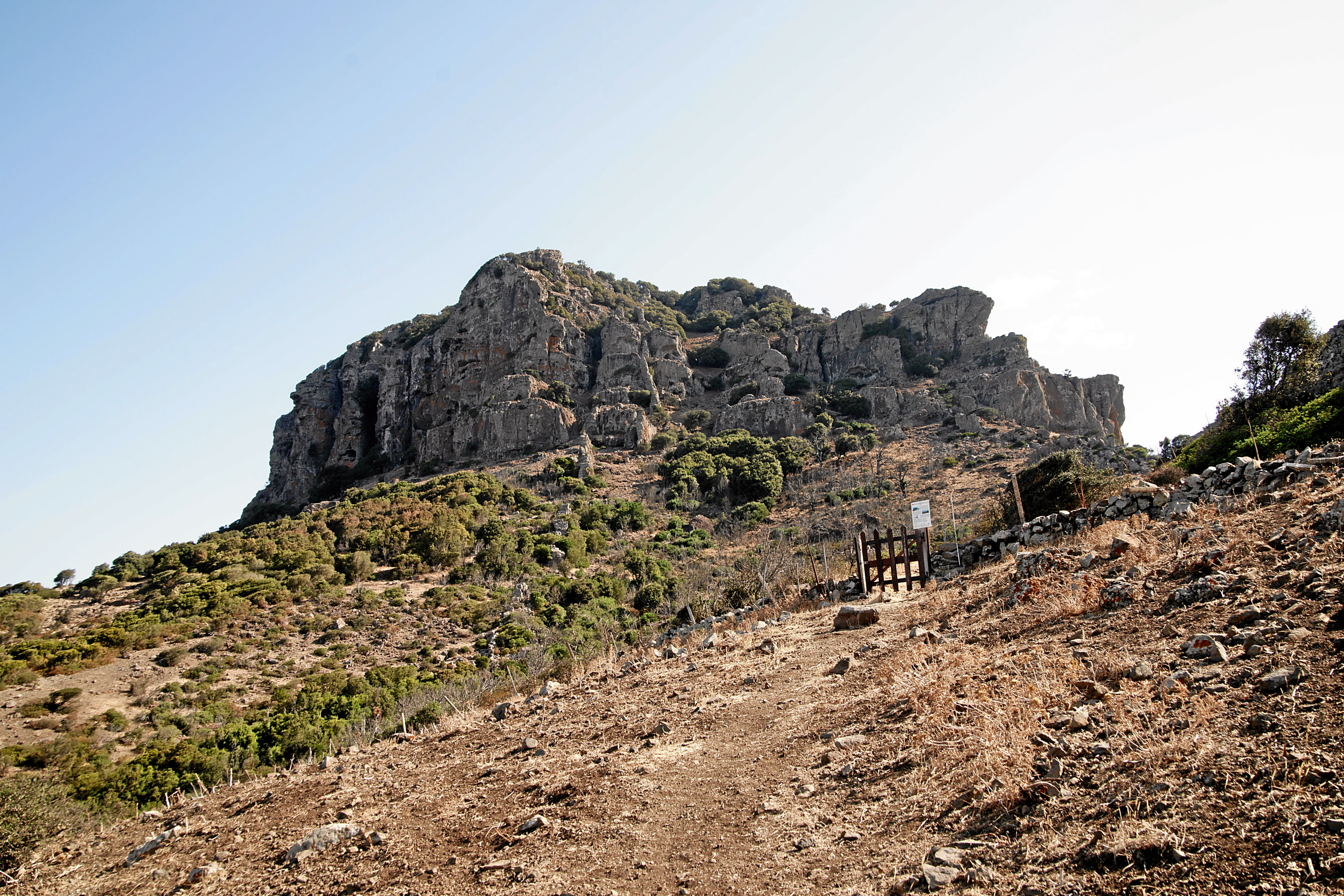
Monte Arcuentu
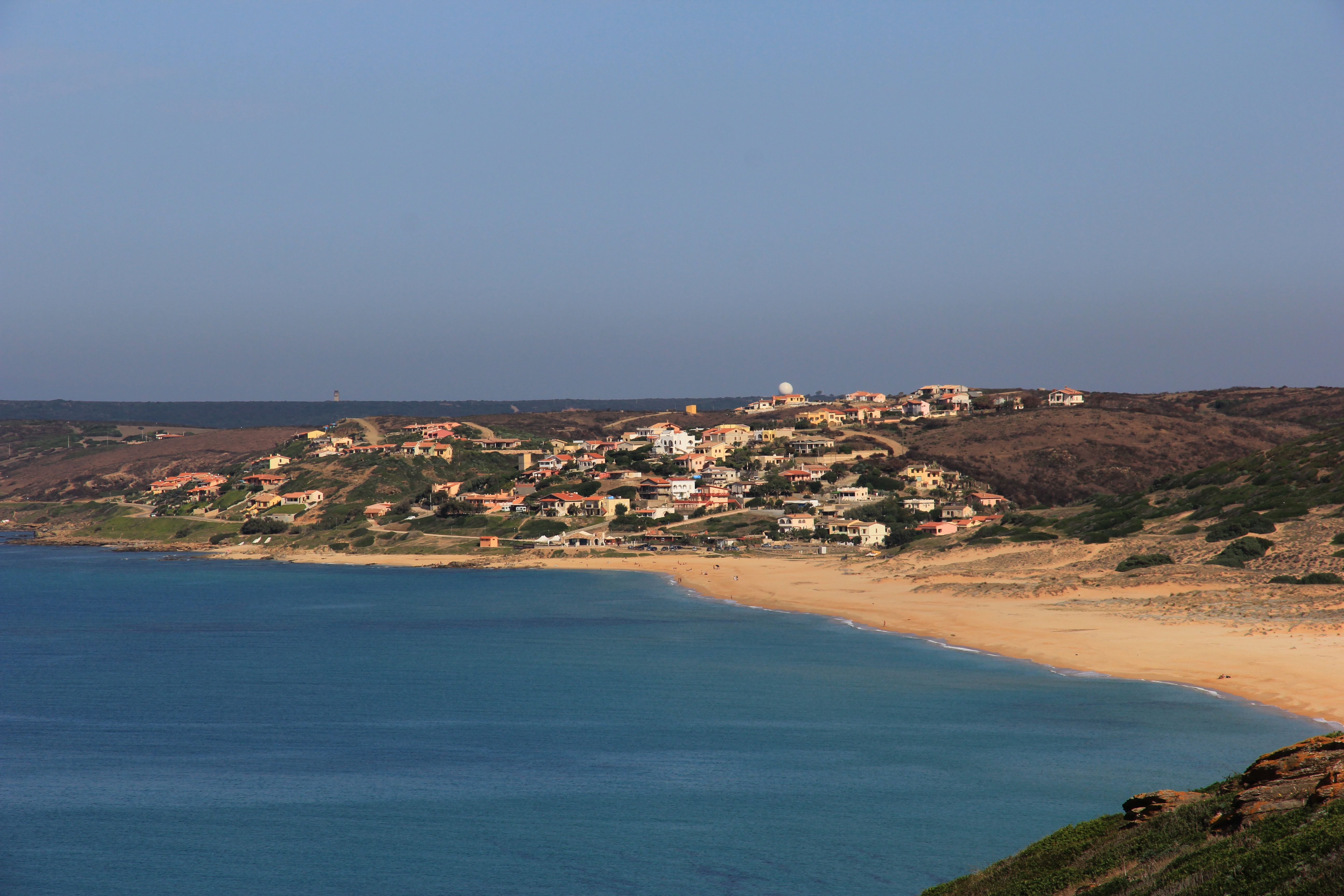
Blick zur Frazione Pistis
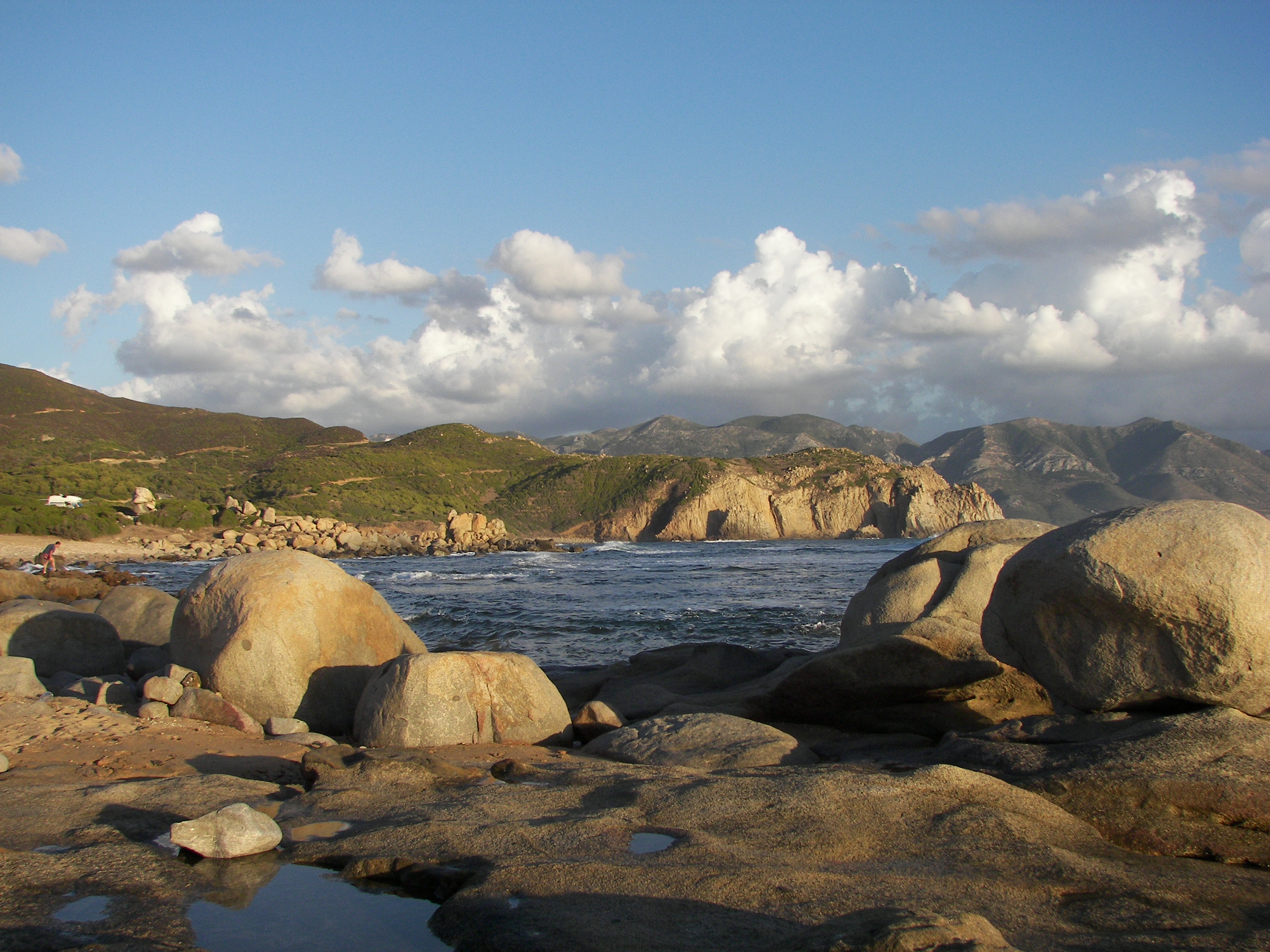
Am Capo Pecora